# Хайден, Карла
Ка́рла Да́йан Ха́йден (англ. Carla Diane Hayden, род. 10 августа 1952) — американская библиотекарь и библиотекарь 14-го созыва Конгресса.
Хайден — первая женщина и первая афроамериканка, занявшая этот пост. Она стала первым профессиональным библиотекарем, назначенным на эту должность за более чем 60 лет.
С 1993 по 2016 год она была генеральным директором Свободной библиотеки Эноха Пратта в Балтиморе, штат Мэриленд, и президентом Американской библиотечной ассоциации (ALA) с 2003 по 2004 год. Во время своего президентства она была ведущим голосом Aмериканской библиотечной ассоциации, выступавшим против недавно принятого Патриотического закона Соединённых Штатов.
В 2020 году она была избрана членом Американского философского общества.

## Ранний период жизни
Хайден родилась в Таллахасси, штат Флорида, в семье Брюса Кеннарда Хайдена-младшего, в то время директора факультета струн Флоридского университета A&M в Таллахасси, и Коллин Хайден (урожденная Доулинг), социального работника. Её родители познакомились во время учёбы в Милликинском университете в Декейтере, штат Иллинойс. Хайден выросла в Куинсе, штат Нью-Йорк. Когда ей было 10 лет, её родители развелись, и она переехала с матерью в Чикаго, штат Иллинойс. У неё был младший сводный брат от второго брака её отца, Брюс Кеннард Хайден III, который умер в 1992 году.
Семья матери Хайден происходит из Хелены, штат Арканзас. По материнской линии её отца, который в конце жизни поселился в Дю Куойне, штат Иллинойс, были рабы, о чём говорится в книге Руби Беркли Гудвин «Хорошо быть чёрным».
Хайден говорила, что её страсть к чтению была вдохновлена «Ярким апрелем» Маргариты де Анджели, книгой 1946 года о молодой афроамериканке, которая побывала в Домах Брауни. В средней школе Южного берега Чикаго Хайден была увлечена книгами по британской истории и «уютным загадкам». Она училась в колледже Мак-Мюррей в Джексонвилле, штат Иллинойс, а затем перешла в университет Рузвельта.
Хотя она любила библиотеки, она не считала это своей карьерой до тех пор, пока в 1973 году не окончила Университет Рузвельта по специальности политология и история Африки. Хайден получила степень магистра библиотечного дела в 1977 году и докторскую степень в области библиотечного дела в 1987 году в Аспирантуре библиотечной школы Чикагского университета.

## Карьера

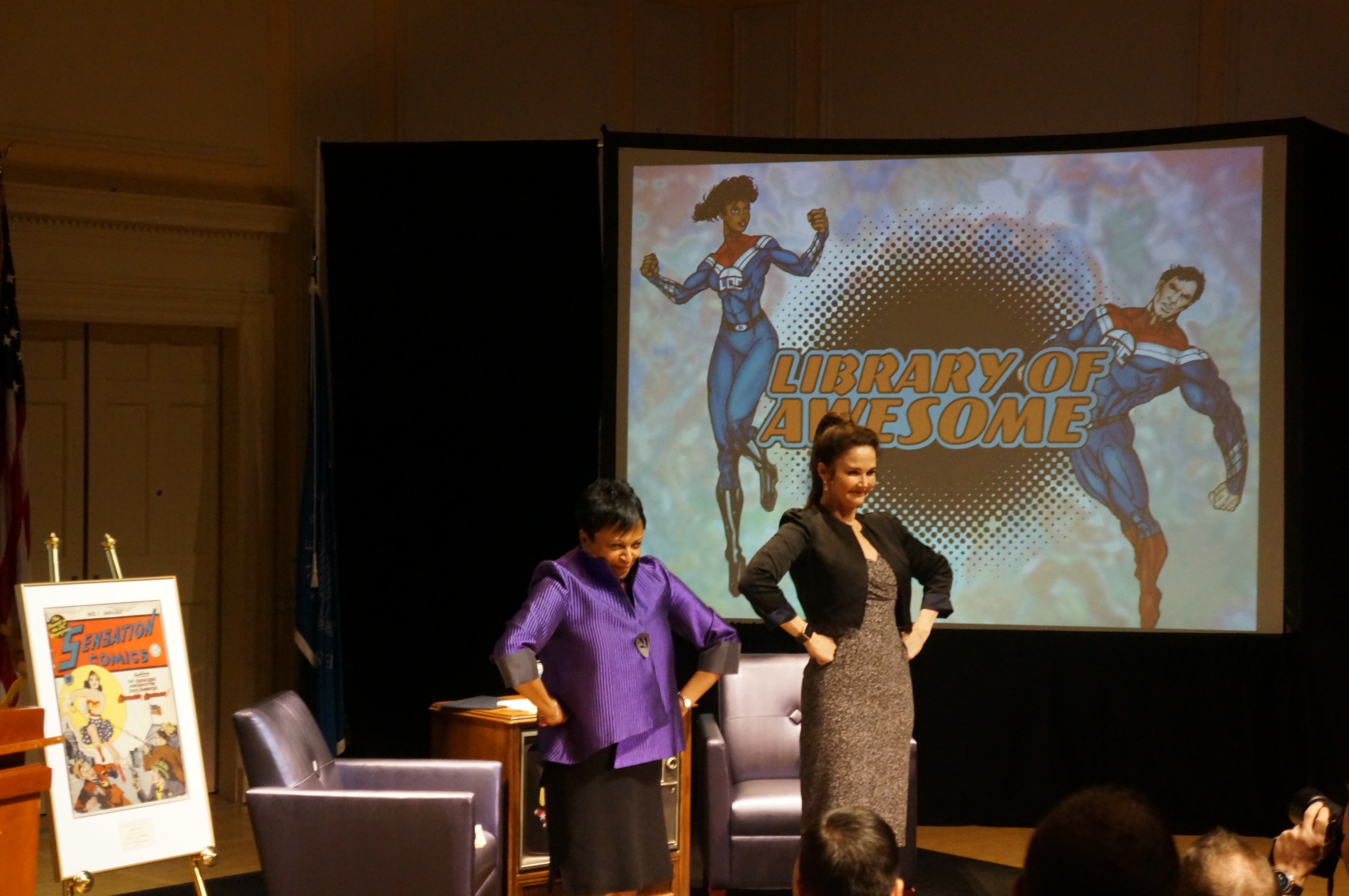
Хайден (слева) позирует с актрисой Линдой Картер

Хайден начала свою библиотечную карьеру в Чикагской публичной библиотеке. С 1973 по 1979 год она работала младшим библиотекарем / детским библиотекарем, а с 1979 по 1982 год она была координатором услуг для молодёжи. С 1982 по 1987 год Хайден работала координатором библиотечного обслуживания в Чикагском Музее науки и промышленности.
Хайден переехала в Питтсбург, где она была доцентом, преподавая в Школе информационных наук Питтсбургского университета с 1987 по 1991 год. В то время там работали известные афроамериканские библиотекари Э. Джози и Спенсер Шоу.
Затем Хайден вернулась в Чикаго и стала заместителем комиссара и главным библиотекарем Чикагской публичной библиотеки (с 1991 по 1993 год). Во время работы в Чикагской публичной библиотеке Хайден познакомилась с Мишель Обамой и Бараком Обамой.
С 1993 по 2016 год Хайден была исполнительным директором Балтиморской бесплатной библиотеки Еноха Пратта.

## Бесплатная библиотека Еноха Пратта
1 июля 1993 года Хайден заняла должность директора Свободной библиотеки Эноха Пратта, системы публичных библиотек в Балтиморе, штат Мэриленд.
Во время своего пребывания в этой должности Хайден руководила библиотечным кооперативом с 22 филиалами, сотнями сотрудников и годовым бюджетом в 40 млн долларов. Она также курировала открытие первого нового филиала за 35 лет и реконструкцию центрального филиала библиотеки, стоимостью 112 млн долларов. Во время протестов 2015 года по поводу смерти Фредди Грея Хайден держала библиотеки Балтимора открытыми, за что получила многочисленные благодарности жителей города. Когда её спросили об инциденте в интервью Time Magazine в 2016 году, она заявила, что библиотека стала своего рода командным центром, поскольку многие магазины в сообществе закрылись, и что «мы знали, что [люди] будут искать это место убежища, помощи и возможностей». Она покинула этот пост 11 августа 2016 года.

## Президентство Американской библиотечной ассоциации
В качестве президента Американской библиотечной ассоциации (ALA) с 2003 по 2004 год Хайден выбрала тему «Равный доступ».
В своей роли президента ALA Хейден открыто выступала против Патриотического акта, ведя борьбу за защиту конфиденциальности пользователей библиотеки. Она особенно возражала против специальных разрешений, содержащихся в разделе 215 этого закона, который давал Министерству юстиции и ФБР право доступа к записям пользователей библиотеки. Хайден часто публично спорила с тогдашним генеральным прокурором США Джоном Эшкрофтом по поводу формулировки закона. Эшкрофт часто высмеивал библиотечное сообщество и заявлял, что ALA «ввели в заблуждение, выступив против положений закона, которые облегчают агентам ФБР поиск библиотечных документов». Хайден ответила незамедлительно, заявив, что ALA «глубоко обеспокоена тем, что генеральный прокурор проявит такое откровенное пренебрежение» (к библиотечному сообществу), а также указав, что библиотекари находились под наблюдением и находились под наблюдением ФБР ещё во времена маккартизма. Хайден утверждала, что Эшкрофт должен предоставить информацию о количестве библиотек, которые были посещены в соответствии с положениями Раздела 215. Она заявила, что озабоченность возникла из-за обеспечения баланса «между безопасностью и личными свободами».
В результате её отстаивания прав каждого американца она стала «Женщиной года» по версии журнала Ms.
Хайден говорит: «(Библиотекари) — активисты, вовлечённые в социальный аспект библиотечного дела. Теперь мы борцы за свободу…»

Наряду с её возражениями против Закона о патриотизме, Хайден много сделала в своей карьере в программах по информированию населения. Как президент ALA она писала:
В то время, когда наша общественность сталкивается с многочисленными вызовами, мы должны подтвердить свою приверженность идеалу обеспечения равного доступа для всех, в любом месте, в любое время и в любом формате… Приняв, наконец, равенство доступа, мы подтвердим наши основные ценности, признаем реалии и обеспечим наше будущее.
Одна из программ, которыми она примечательна, — это программа помощи, которую она начала в Свободной библиотеке Еноха Пратта. Эта информационная программа включала в себя «центр после школы для подростков из Балтимора, предлагающий помощь в выполнении домашних заданий, а также консультации в колледже и карьере». Из-за этого Хайден получила премию «Библиотекарь года» журнала Journal.
В январе 2010 года президент Барак Обама объявил о своем намерении назначить Хайден членом Совета по национальным музейным и библиотечным службам и Национального фонда искусств и гуманитарных наук.

## 14-й Библиотекарь Конгресса

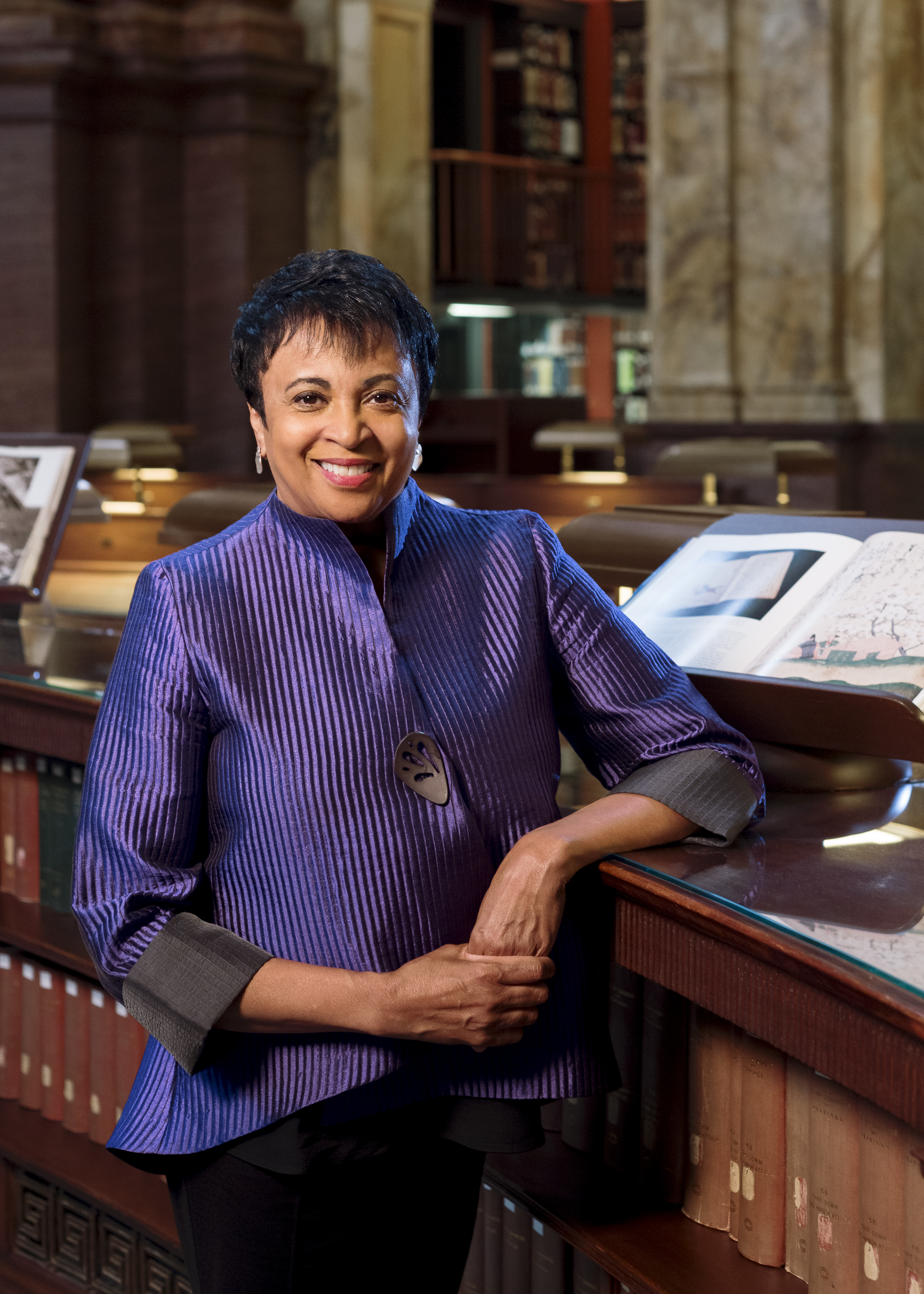
Официальный портрет Хайден в 2020 году

24 февраля 2016 года президент Барак Обама назначил Хайден на должность библиотекаря Конгресса. В пресс-релизе Белого дома президент Обама заявил:
Мы с Мишель знакомы с Карлой Хайден очень давно, с тех пор, как она работала в Чикагской публичной библиотеке, и я горжусь тем, что назначил её руководителем старейшего федерального учреждения нашей страны в качестве 14-го библиотекаря Конгресса. Хайден посвятила свою карьеру модернизации библиотек, чтобы каждый мог участвовать в сегодняшней цифровой культуре. У неё проверенный опыт, преданность делу и глубокие знания библиотек нашей страны, чтобы хорошо служить нашей стране, и поэтому я с нетерпением жду возможности поработать с ней в ближайшие месяцы. Если это подтвердится, Хайден станет первой женщиной и первым афроамериканцем, занявшим этот пост — и то, и другое давно назрело.

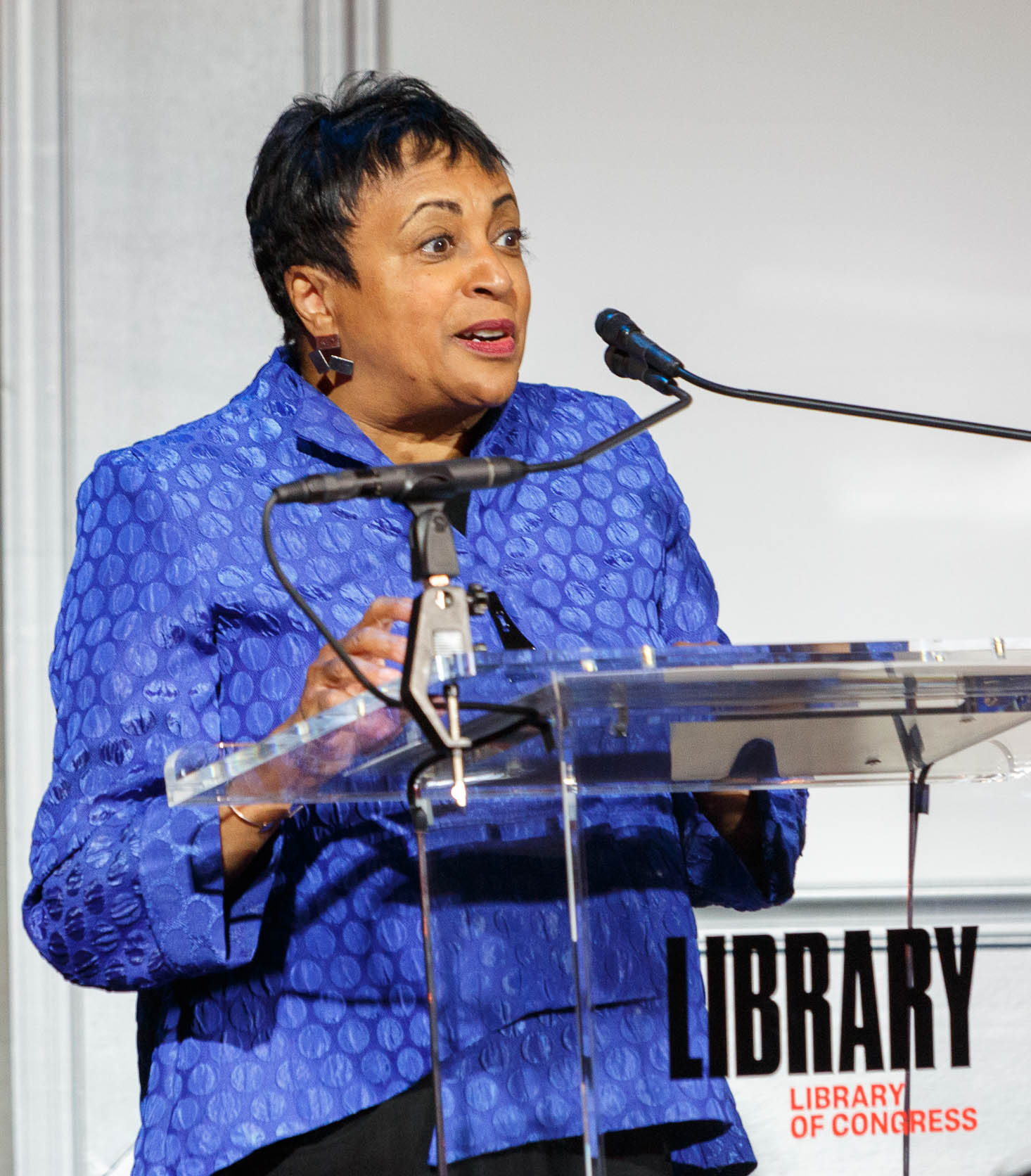
Хайден выступает в 2019 году

После её номинации письмо поддержки подписали более 140 библиотечных, издательских, образовательных и академических организаций. В письме отмечалось, что у Конгресса была «возможность вооружить Библиотеку и страну уникальным сочетанием профессиональных навыков и чувствительности, которое д-р Хайден привнесёт в должность».
Номинация была получена Сенатом США и передана в Комитет по правилам и администрированию.
20 апреля 2016 года Комитет по правилам и администрированию под председательством сенатора Роя Бланта с Чарльзом Э. Шумером в качестве высокопоставленного члена провёл слушание по утверждению. Хайден выступила против Закона 2000 года о защите детей в Интернете (CIPA), который стал камнем преткновения в её выдвижении на должность библиотекаря Конгресса.
13 июля 2016 года 74 голосами против 18 в Сенате она была утверждена библиотекарем Конгресса. Хайден была приведена к присяге Верховным судьей США Джоном Робертсом 14 сентября 2016 года. Хотя более 80 % американских библиотекарей — женщины, более 200 лет должность библиотекаря Конгресса занимали исключительно белые мужчины, что сделало Хайден первой женщиной и первым афроамериканцем, занявшим эту должность. Примечательно, что по профессии она ещё и библиотекарь. Многие библиотекари Конгресса в прошлом были учёными и историками.
Как библиотекарь Конгресса, Хайден говорит, что надеется продолжить «движение за открытие сундука с сокровищами, которым является Библиотека Конгресса». Хайден сказала, что большая часть её первых усилий будет сосредоточена на создании и удержании персонала. В следующие пять лет Хайден также сосредоточится на том, чтобы по крайней мере половина из 162 миллионов единиц библиотеки была оцифрована, особенно редкие коллекции. Хайден надеется, что в библиотеке будут проводиться живые выступления и радиопередачи, а также будут путешествовать по Америке передвижные выставки, связанные с образовательными программами для школьников.
Хайден стремится модернизировать институт за время своего пребывания в должности, сохранив коллекцию и модернизируя доступ к ней, поскольку она будет первым библиотекарем Конгресса, назначенным «с момента появления Интернета». В пресс-релизе вашингтонского офиса ALA президент ALA Джули Тодаро сказала: «Хайден глубоко понимает важную роль библиотек в формальном образовании, обучении на уровне сообщества, а также в продвижении индивидуальных возможностей и прогресса сообщества. Я верю, что благодаря её дальновидному руководству Библиотека Конгресса скоро будет отражать быстро меняющуюся информационную среду общества, успешно сохраняя культурные ценности Соединённых Штатов». Она рассказала о своём желании охватить людей за пределами Вашингтона, округ Колумбия, особенно в сельской местности, и в доступных форматах для людей с нарушениями зрения. Ещё одна из её основных целей — улучшить инфраструктуру и «технологический потенциал» Библиотеки Конгресса. Она не решила, должно ли Бюро регистрации авторских прав Соединённых Штатов, которое контролируется Библиотекой, быть независимым от Библиотеки, но считает, что Управление должно быть «полностью функциональным» и иметь возможность выполнять свои обязанности по защите авторов.
В январе 2017 года Хайден приняла 4-летнюю Далию Мари Арану в качестве библиотекаря Конгресса на этот день.

## Награды
В 1995 году Хайден была удостоена национальной награды «Библиотекарь года» журнала Library Journal , став первым афроамериканцем, получившим эту престижную награду. Её приверженность принципу равного доступа была центральным элементом этой чести.
- 1995: Библиотечный журнал, награда «Библиотекарь года»
- 1995: Университет Лойолы, Мэриленд, Эндрю Уайт медаль
- 1996: DuBois Circle of Baltimore, Legacy of Literacy Award
- 1998: Университет Джонса Хопкинса, президентская медаль
- 2003: The Daily Record, «100 лучших женщин Мэриленда»[59]
- 2003: Ms. Magazine, «Женщина года»
- 2006: Американская библиотечная ассоциация, информационная лекция Джин Э. Коулман в библиотеке[60]
- 2013: Американская библиотечная ассоциация, премия Джозефа В. Липпинкотта[61]
- 2015: Американская библиотечная ассоциация, информационная лекция Джин Э. Коулман в библиотеке
- 2016: Fortune, «50 величайших лидеров мира»[62]
- 2017: Почётная степень Колледжа Уильяма и Мэри[63]
- 2018: почётный член Американской библиотечной ассоциации[64]
- Премия библиотеки Ньюберри за заслуги перед гуманитарными науками.
- Коалиция 100 чернокожих женщин, награда «Факелоносец»
- Колледж Нотр-Дам штата Мэриленд, премия Pro Urbe
- Городская лига Большого Балтимора, Премия Уитни М. Янга-младшего
- Премия YWCA Leader Award, Балтимор
- Медаль отличия колледжа Барнарда
- Университет Балтимора, почётная степень доктора гуманитарных наук
- Колледж Вильгельма и Марии, почётная степень доктора гуманитарных наук
- Государственный университет Моргана, почётная степень доктора гуманитарных наук
- Колледж Макдэниел, почётная степень доктора гуманитарных наук
- Университет Уэйк-Форест, почётная степень доктора гуманитарных наук[65]
- 2019: Нью-Йоркский университет, почётная степень доктора гуманитарных наук

## Членство
- 2015—2016: Фонд сообщества Балтимора, попечитель[66]
- Корпорация афроамериканских музеев Мэриленда, член правления
- Goucher College, член правления
- Институт и библиотека Франклина и Элеоноры Рузвельт, член правления
- Историческое общество города Балтимор, член правления
- Балтимор Ридс, член правления
- Историческое общество Мэриленда, член правления
- Культурный альянс Большого Балтимора, член правления
- Институт «Открытое общество» — Балтимор, член правления
- ПАЛИНЕТ, член правления
- Синайская больница, член правления
- Школа информационных наук Университета Питтсбурга, член правления
- 2007- : Baltimore Gas and Electric, член правления[67]
- 2010- : Совет по обслуживанию национальных музеев и библиотек, член[43]
- 2010- : Национальный фонд искусств и гуманитарных наук, член
- Объединённая благотворительная кампания города Балтимор, председатель
- Американский институт городских психологических исследований, член правления
- Институт Кеннеди-Кригера, член правления
- Мэрилендский музей истории афроамериканцев, член правления
- YWCA, член правления
- Совет городских библиотек, член правления

## Публикации
- Hayden, C. D. (1991). Children and Computer Technology in American Libraries. Books by African-American authors and illustrators for children and young adults, 14.
- Hayden, C. D. (2003). ALA reaffirms core values, commitment to members. Newsletter On Intellectual Freedom, 52(6), 219.
- Hayden, C. D. (2003). Equity of Access—the Time Is Now. American Libraries, 34(7), 5.
- Hayden, C. D. (2003). ALA President’s Message: Something for Everyone@ Your Library. American Libraries, 5-5.
- Hayden, C. D. (2003). ALA President’s Message: What Are Libraries For?. American Libraries, 5-5.
- Hayden, C. D. (2004). ALA President’s statement to Judiciary Committee. Newsletter On Intellectual Freedom, 53(1), 1-35.
- Hayden, C. D. (2004). ALA President’s Message: The Equity Strule Must Continue. American Libraries, 5-5.
- Hayden, C. D. (2004). ALA President’s Message: Libraries Matter Because People Believe in Them. American Libraries, 35(1), 5-5.
- Hayden, C. D. (2004). ALA President’s Message: Advocacy from the Outside and from Within. American Libraries, 35(2), 5-5.
- Hayden, C. D. (2004). ALA President’s Message: Reaching Out to the Underserved. American Libraries, 35(3), 5-5.
- Hayden, C. D. (2004). ALA President’s Message: Building accessibility for all. American Libraries, 35(4), 5-5.
- Hayden, C. D. (2008). Free Is Our Middle Name. Unabashed Librarian, (146), 10-11.

## Примечание
1. 1 2 3  http://biography.jrank.org/pages/2349/Hayden-Carla-D.html
2. 1 2 3 4  Blumberg N. Carla Hayden // Encyclopædia Britannica (англ.)
3. 1 2 3 4 5  The HistoryMakers® Video Oral History Interview with Carla Hayden — The HistoryMakers.
4. ↑  Bibliothèque nationale de France Autorités BnF (фр.): платформа открытых данных — 2011.
5. 1 2  https://biography.jrank.org/pages/2349/Hayden-Carla-D.html
6. ↑  Чешская национальная авторитетная база данных
7. 1 2 3 4  https://www.britannica.com/biography/Carla-Hayden
8. ↑  http://www.ala.org/offices/olos/olosprograms/jeanecoleman/06hayden
9. 1 2 3  About the Librarian — Библиотека Конгресса.
10. ↑  Carla Hayden. The HistoryMakers. 16 июля 2010. Архивировано 19 мая 2017. Дата обращения: 7 октября 2020.
11. 1 2 3 4 5 6  Finding Aid to The HistoryMakers® Video Oral History with Carla Hayden (PDF). The HistoryMakers. 16 июля 2010. Архивировано из оригинала (Finding aid) 2 апреля 2017. Дата обращения: 2 апреля 2017.
12. 1 2  Landgraf, Greg (Ноябрь 2016). Meet Carla Hayden: America's Librarian (PDF). American Libraries. Архивировано (PDF) 18 мая 2019. Дата обращения: 7 октября 2020.
13. ↑  Cox, Ana Marie (19 января 2017). Carla Hayden Thinks Libraries Are a Key to Freedom. The New York Times. Архивировано 19 октября 2020. Дата обращения: 7 октября 2020.
14. ↑  About the Librarian | About the Library | Library of Congress. Library of Congress, Washington, D.C. 20540 USA. Дата обращения: 24 мая 2020. Архивировано 23 февраля 2021 года.
15. ↑  Brown, Matthew Hay (6 сентября 2016). Carla Hayden, longtime Enoch Pratt CEO, to be sworn in as 14th librarian of Congress on Sept. 14. The Baltimore Sun. Архивировано 17 мая 2019. Дата обращения: 7 октября 2020.
16. ↑  Ali, Safia Samee (14 сентября 2016). Carla Hayden is the first African American and woman to head the Library of Congress. NBC News. Архивировано 6 ноября 2020. Дата обращения: 7 октября 2020.
17. 1 2  Hines, Shawnda (16 июля 2016). Dr. Carla Hayden to serve as the next Librarian of Congress (Press release). American Library Association. Архивировано 30 декабря 2018.
18. ↑  Enoch Pratt library names Gordon Krabbe acting CEO. The Baltimore Sun. 11 августа 2016. Архивировано 1 февраля 2020. Дата обращения: 7 октября 2020.
19. ↑  ALA's Past Presidents. American Library Association. 2011. Архивировано 5 июня 2011.
20. ↑  Carla Hayden Elected New American Library Association President. Jet (англ.). Johnson Publishing Company. 27 мая 2002. Архивировано 14 мая 2019. Дата обращения: 7 октября 2020.
21. ↑  DiFulvio, Frank (20 июля 2006). Public Statement by American Library Association President Dr. Carla Hayden Submitted to a Judicial Committee Hearing, America After 9/11: Freedom Preserved or Freedom Lost?. American Library Association. Архивировано 1 февраля 2020. Дата обращения: 7 октября 2020.
22. ↑  Peterson, Andrea (3 октября 2014). Librarians won't stay quiet about government surveillance. The Washington Post. Архивировано 11 октября 2020. Дата обращения: 7 октября 2020.
23. ↑  The American Philosophical Society Welcomes New Members for 2020 (англ.). American Philosophical Society. Дата обращения: 24 мая 2020. Архивировано 17 октября 2020 года.
24. ↑  Museum Association of Douglas County (April 1997). The History of Tuscola's Negro* Population (PDF). Cabin Chatter: Newsletter of the Museum Association of Douglas County. Museum Association of Douglas County. Архивировано из оригинала (PDF) 2 апреля 2017. Дата обращения: 2 апреля 2017.
25. ↑  Antoniades, Christina Breda (13 июля 2015). At Home With Carla Hayden. Baltimore. Архивировано 4 апреля 2017. Дата обращения: 7 октября 2020.
26. 1 2  McGlone, Peggy (13 сентября 2016). 'Rock star' Baltimore librarian makes history at Library of Congress. The Washington Post. Архивировано 6 октября 2020. Дата обращения: 7 октября 2020.
27. ↑  Ошибка: не задан параметр |заглавие = в шаблоне {{публикация}}. — ISBN 978-0-809-33122-2.
28. 1 2  Woods, Baynard (15 сентября 2016). Carla Hayden: new librarian of Congress makes history, with an eye on the future. The Guardian. Архивировано 13 октября 2020. Дата обращения: 7 октября 2020.
29. ↑  Hayden, Carla Diane. A Frontier of Librarianship: Services for Children in Museums. — 1987.
30. 1 2 3 4 5  Peet, Lisa (22 апреля 2016). LC Nominee Hayden's Hearing Demonstrates Widespread Support. Library Journal. Архивировано 2 января 2018. Дата обращения: 7 октября 2020.
31. 1 2 3  The White House, Office of the Press Secretary (24 февраля 2016). President Obama Announces His Intent to Nominate Carla D. Hayden as Librarian of Congress (Press release). whitehouse.gov. Архивировано 10 октября 2020. Дата обращения: 7 октября 2020.
32. 1 2  McGlone, Peggy (13 июля 2016). Carla Hayden confirmed as 14th librarian of Congress. The Washington Post. Архивировано 2 марта 2017. Дата обращения: 7 октября 2020.
33. 1 2  Begley, Sarah (15 сентября 2016). 10 Questions With Librarian of Congress Carla Hayden. Time. Архивировано 28 января 2021. Дата обращения: 7 октября 2020.
34. ↑  de la Peña McCook, Kathleen (Winter 2004). Serving the Demands of Democracy: The critical role of libraries in ensuring the full civic participation of a diverse population. Dr. Carla D. Hayden & Equity of Access. Threshold: Exploring the Future of Education. Cable in the Classroom (CIC): 22–30.
35. ↑  ALSC and equity of access presidential initiative. Association for Library Service to Children (ALSC) (апрель 2004). Дата обращения: 7 октября 2020. Архивировано 14 января 2012 года.
36. ↑  ALAAction No. 5 in a series: Equity Brochure HTML. American Library Association. 29 марта 2007. Архивировано 4 июня 2020. Дата обращения: 7 октября 2020.
37. ↑  ALA Council (29 января 2003). Resolution on the USA Patriot Act and Related Measures That Infringe on the Rights of Library Users. American Library Association. Архивировано 12 февраля 2004. Дата обращения: 7 октября 2020.
38. ↑  Clark, Larra. American Library Association responds to Attorney General statements on librarians and USA PATRIOT Act: A statement by ALA President Carla Hayden (Press release). American Library Association (16 сентября 2003). Дата обращения: 7 октября 2020. Архивировано 3 октября 2018 года.
39. ↑  Ashcroft, John. Prepared Remarks of Attorney General John Ashcroft: "The Proven Tactics in the Fight against Crime". Justice.gov (15 сентября 2003). Архивировано 16 февраля 2004 года.
40. ↑  Peterson, Andrea (3 октября 2014). Librarians won't stay quiet about government surveillance. The Washington Post. Архивировано 11 октября 2020. Дата обращения: 7 октября 2020.
41. ↑  Ошибка: не задан параметр |заглавие = в шаблоне {{публикация}}. — ISBN 978-0-838-93541-5.
42. ↑  Gravatt, Nancy (24 февраля 2016). "The President could not have made a better choice": ALA comments on the pending nomination of Dr. Carla Hayden for Librarian of Congress (Press release). American Library Association (англ.). Архивировано 11 апреля 2021. Дата обращения: 7 октября 2020.
43. 1 2  The White House, Office of the Press Secretary (19 января 2010). President Obama Announces More Key Administration Posts, 1/19/10. whitehouse.gov. Архивировано 16 февраля 2017. Дата обращения: 7 октября 2020.
44. ↑  Garunay, Melanie (24 февраля 2016). Meet President Obama's Nominee for Librarian of Congress (includes video). whitehouse.gov. Архивировано 24 сентября 2020. Дата обращения: 7 октября 2020.
45. ↑  Blunt, Roy; Mikulski, Barbara A.; Cardin, Ben; Sarbanes, Paul S.; Schumer, Chuck; Hayden, Carla D.; Capito, Shelley Moore; Klobuchar, Amy; Cochran, Thad; King, Angus; Boozman, John (20 апреля 2016). Librarian of Congress Nominee Carla Hayden Confirmation Hearing (Video). C-SPAN. Архивировано 26 сентября 2020. Дата обращения: 7 октября 2020.
46. ↑  Morales, Macey (21 апреля 2016). Broad Public, Library and Educational Sector Support of Hayden Nomination (Press release). American Library Association. Архивировано 12 октября 2020. Дата обращения: 7 октября 2020.
47. ↑  PN1180 – Nomination of Carla D. Hayden for Library of Congress, 114th Congress (2015–2016). Congress.gov. Архивировано из оригинала 2 декабря 2016 года.
48. ↑  U.S. Senate: U.S. Senate Roll Call Votes 114th Congress – 2nd Session (PN1180). Senate.gov (13 июля 2016). Дата обращения: 7 октября 2020. Архивировано 12 октября 2020 года.
49. ↑  Prepared Testimony of Dr. Carla Diane Hayden. Senate.gov (20 апреля 2016). Дата обращения: 7 октября 2020. Архивировано 21 декабря 2016 года.
50. ↑  Larson, Sarah (19 февраля 2017). The Librarian of Congress and the Greatness of Humility. The New Yorker. Архивировано 28 октября 2020. Дата обращения: 7 октября 2020.
51. ↑  Massie, Victoria M. (14 сентября 2016). For the first time since 1800, the librarian of Congress is not a white man. Vox. Архивировано 28 августа 2019. Дата обращения: 7 октября 2020.
52. ↑  Washington, Marcus (14 сентября 2016). Carla Hayden Sworn in as Librarian of Congress. CBS Baltimore. Архивировано 1 февраля 2020. Дата обращения: 7 октября 2020.
53. ↑  Gross, Daniel A. (20 сентября 2016). Carla Hayden Takes Charge of the World's Largest Library. The New Yorker. Архивировано 8 ноября 2020. Дата обращения: 7 октября 2020.
54. ↑  Domonoske, Damila (14 июля 2016). Senate Approves Carla Hayden As New Librarian Of Congress. NPR. Архивировано 10 октября 2020. Дата обращения: 7 октября 2020.
55. ↑  Fritze, John (13 июля 2016). Enoch Pratt leader Carla Hayden confirmed for Library of Congress. The Baltimore Sun. Архивировано 2 июня 2019. Дата обращения: 7 октября 2020.
56. ↑  Fandos, Nicholas (14 сентября 2016). New Librarian of Congress Offers a History Lesson in Her Own Right. The New York Times. Архивировано 21 сентября 2020. Дата обращения: 7 октября 2020.
57. ↑  McCauley, Mary Carole (14 сентября 2016). New librarian of Congress Carla Hayden taking over organization in turmoil. The Baltimore Sun. Архивировано 14 мая 2021. Дата обращения: 7 октября 2020.
58. ↑  Schmidt, Samantha (12 января 2017). Introducing Daliyah, the 4-year-old girl who has read more than 1,000 books. The Washington Post. Архивировано 15 июня 2020. Дата обращения: 7 октября 2020.
59. ↑  Top 100 Women – 2003 Winners. Maryland Daily Record. 2003. Архивировано 29 августа 2020. Дата обращения: 7 октября 2020.
60. ↑  Jean E. Coleman Library Outreach Lecture. American Library Association. Дата обращения: 7 октября 2020. Архивировано 26 апреля 2015 года.
61. ↑  Joseph W. Lippincott Award: 2013 Winner Carla D. Hayden. American Library Association (2013). Дата обращения: 7 октября 2020. Архивировано 11 октября 2020 года.
62. ↑  Colvin, Geoff (24 марта 2016). Fortune's World's Greatest Leaders. 25: Carla Hayden: Nominee, Library of Congress, 63. Fortune. Архивировано 4 июня 2019. Дата обращения: 7 октября 2020.
63. ↑  William & Mary – Best-selling author Walter Isaacson to deliver 2017 Commencement address. www.wm.edu. Архивировано 22 октября 2020. Дата обращения: 26 сентября 2017.
64. ↑  American Library Association. Honorary Membership Архивная копия от 23 сентября 2022 на Wayback Machine.
65. ↑  Wake Forest Class of 2019: Be 'seekers and stewards of the truth' (англ.). Wake Forest News (20 мая 2019). Дата обращения: 21 мая 2019. Архивировано 23 мая 2019 года.
66. ↑  Drs. Lillian Bauder and Carla Hayden Elected to Baltimore Community Foundation Board of Trustees. Baltimore Community Foundation. 10 декабря 2015. Архивировано 3 апреля 2017. Дата обращения: 7 октября 2020.
67. ↑  Gould, Robert L. Three Independent Directors to be Elected to Baltimore Gas and Electric Company Board of Directors (Press release). Constellation Energy Group (18 июля 2007). Дата обращения: 7 октября 2020. Архивировано из оригинала 30 сентября 2018 года.